# Boxe nos Jogos Pan-Americanos de 1955
As competições de boxe nos Jogos Pan-Americanos de 1955 foram realizadas na Cidade do México, México. Esta foi a segunda edição do esporte nos Jogos Pan-Americanos, tendo sido disputado apenas entre os homens.

## Medalhistas
| Evento                           | Ouro                 | Prata              | Bronze          |
| -------------------------------- | -------------------- | ------------------ | --------------- |
| Peso mosca detalhes              | Hilario Correa       | Manuel Lugo Vega   | Ramón Arias     |
| Peso galo detalhes               | Salvador Enriquez    | Wardy Yee          | Roberto Lobos   |
| Peso pena detalhes               | Oswaldo Cañete       | Claudio Barrientos | Marcial Galicia |
| Peso leve detalhes               | Miguel Angel Péndola | Gerardo Clemente   | Ricardo Orta    |
| Peso meio-médio-ligeiro detalhes | Juan Carlos Rivero   | William Morton     | Celestino Pinto |
| Peso meio-médio detalhes         | Joseph Dorando       | Antonio Nigri      | —               |
| Peso médio-ligeiro detalhes      | Paul Wright          | Raul Tovar         | Alberto Sáenz   |
| Peso médio detalhes              | Orville Pitts        | Miguel Safatle     | Arnaldo Serra   |
| Peso meio-pesado detalhes        | Luiz Inácio          | Antonio Escalante  | John Stewart    |
| Peso pesado detalhes             | Pablo Alexis Miteff  | Adão Waldemar      | Norvel Lee      |

## Quadro de medalhas
| Posiçào | Nação              |    |    |   | Total |
| ------- | ------------------ | -- | -- | - | ----- |
| 1       | ARG Argentina      | 4  | 2  | 2 | 8     |
| 2       | USA Estados Unidos | 3  | 2  | 2 | 7     |
| 3       | VEN Venezuela      | 1  | 1  | 2 | 4     |
| 4       | BRA Brasil         | 1  | 1  | 1 | 3     |
| 5       | MEX México         | 1  | 0  | 1 | 2     |
| 6       | CHI Chile          | 0  | 3  | 1 | 4     |
| 7       | PUR Porto Rico     | 0  | 1  | 0 | 1     |
| Total   | Total              | 10 | 10 | 9 | 29    |